# Gouritz River
Der Gouritz River (alternative Schreibweisen Gourits River, afrikaans Gouritsrivier) ist ein Fließgewässer in der südafrikanischen Provinz Western Cape. Mit seinen Nebenflüssen im Ober- und Mittellauf und einer Gesamtfläche von 53.139 Quadratkilometern verfügt er über das größte Einzugsgebiet aller Flüsse in dieser Provinz unter Einbeziehung kleinerer Randbereiche der Provinzen Northern Cape sowie Eastern Cape. Die Mündung des Flusses liegt am Indischen Ozean in einem etwa 10 Kilometer langen Ästuar südwestlich der Küstenstadt Mossel Bay. Die größte Wasserlaufplan im Einzugsgebiet wird mit 328 Kilometern angegeben.

## Beschreibung

Gewässersystem des Gouritz River

Für die Benennung eines Gewässerabschnittes mit diesem Namen gibt es verschiedene Auslegungen. Mit dem Zusammenfluss von Gamka River und Olifants River (Lage: ) südlich der Stadt Calitzdorp trägt ihr gemeinsamer Wasserlauf nach aktueller Auffassung den Namen Gouritz River. Nach anderen Darstellungen (Molter, 1966) wird der Name bereits südlich von Oudtshoorn (Lage: ) oder (Raper, 1987) am Zusammenfluss von Dwyka und Gamka River (Lage: ) verwendet.
Der Gamka River nimmt die von der Großen Randstufe kommenden Wasserläufe Dwyka Rivier und Leeuw Rivier auf.
Der von westlicher Seite zufließende Groot River entsteht aus der Vereinigung des von der Großen Randstufe kommenden Buffels River mit dem Touws River aus den nordöstlichen Hängen der Hex-River-Berge. Dessen Einmündung in den Gouritz River liegt noch vor dem Durchbruchstal in den Langeberg Mountains.
Aus dem östlichen Einzugsbereich kommt der Olifants River, der dem Gouritz River die größte Wassermenge zuführt. Seine Quellgebiete erstrecken sich bis auf das Territorium der Provinz Eastern Cape. Wichtigster Nebenfluss ist der Kammanassie River, unmittelbar südlich des Stadtgebietes von Oudtshoorn treffen beide Wasserläufe aufeinander. Der im östlichen Teil der Couga-Berge entspringende Kammanassie River ist besonders wasserreich und das ganzjährig. Sein Name leitet sich aus den Khoisansprachgebrauch ab und verweist auf ein „Wassergebirge“. Nach diesen Gegebenheiten ist für den Gouritz River keine eigene Quellregion festgelegt.
Der Gouritz River ist mit seinen Hauptzuflüssen von einer besonderen Art der Wasserführung gekennzeichnet. Im Verlauf der oberen Zuflüsse (Leeuw, Gamka und Dwyka) im Gebiet der Großen Karoo gibt es eine periodische, zuweilen nur eine episodische Wasserführung. In den mittleren Abschnitten (Gamka River sowie Groot, Buffels und Touws River, im Osten Olifants- und Kammanassie River) im Gebiet der Kleinen Karoo sind die Pegel periodisch und in den küstennahen Gebieten des Unterlaufs ist die Wasserführung ganzjährig. Die beobachteten jüngeren Klimaveränderungen zeigen für das Territorium der Kleinen Karoo eine weitere Ausdifferenzierung der Niederschlagszyklen und des natürlichen Wasserhaushalts. Ansteigende Lufttemperaturen bewirken einen stärkeren Verdunstungsverlust, wodurch es zu einer teilweisen oder völligen Kompensation von vermehrten Sommerniederschlägen kommt. Es wird mit einer zunehmenden Zahl sprunghaft ansteigender Pegelstände gerechnet, die unberechenbare Überschwemmungen auslösen können.
Es werden vier Sub-Einzugsbereiche unterschieden: Gamka, Groot, Olifants und Gouritz. Im direkten Einzugsgebiet des Gouritz River existieren keine größeren Staudämme. Dagegen besitzen einige wichtige Nebenflüsse jeweils regional bedeutsame Stauanlagen. Die durchschnittliche Jahresniederschlagsmenge liegt zwischen 100 und 300 Millimeter, in der Küstenzone zwischen 400 und 500 mm.
Sein Mündungsbereich ist als ergiebiges Fischereigewässer bekannt. Als begehrte Art gilt der Japanische Königsfisch (Dusky Kob; Argyrosomus japonicus). Durch die Umweltschutzgesetzgebung ist das Fischen im Strom und von den Uferzonen inzwischen weitgehend verboten oder von limitierten Genehmigungsverfahren der Gemeinde und des Gouritz River Conservation Trust abhängig.
Mit seinen von Norden kommenden Nebengewässern durchquert der Gouritz River als einziger Fluss des Kaplandes drei wesentliche Landschaftszonen zwischen der Großen Randstufe und der Ozeanküste, die Große Karoo, die Kleine Karoo im Kapfaltengebirge und das Küstenland. Zudem haben sich einige Hauptzuflüsse (Gamka und Buffels River) durch die bis über 2000 Meter hohen Bergketten Durchbruchstäler gegraben, von denen einige als steile Schluchten eine bizarre Landschaft bilden. In einigen Zuflüssen sind die Schwebfrachtanteile im Wassers so angereichert, dass es zu einer störenden Belastung mit Schluffablagerungen in Stauanlagen kommt (Prins und Kammanassie River).

## Hydrologie
Die Abflussmenge des Gouritz River wurde am Pegel Zeekoedrift, bei einem großen Teil des Einzugsgebietes, in m³/s gemessen. Der Fluss fließt sehr unregelmäßig. Er kann zu jeder Jahreszeit trockenfallen und hat im Verhältnis zu seinem Einzugsgebiet einen sehr geringen Abfluss. Allerdings kann er ebenso extreme Hochwasser haben, die sich in den Spitzen im Diagramm (unten) zeigen.

## Name
Der Fluss wurde seit der Ankunft europäischer Seefahrer an der südafrikanischen Küste mit unterschiedlichen Namen belegt. Auf der Weltkarte von Henricus Martellus Germanus, die auf etwa 1492 datiert und dem Einfluss von Ptolemäus zugeschrieben wird, ist eine Eintragung mit der italienischen Bezeichnung Rio della Vache enthalten, die in portugiesischer Sprache Rio das Vaccas („Fluss der Kühe“) lautet. Eine weit akzeptierte Auffassung besagt, dass nach der Seereise von Bartolomeu Dias in der Kapregion der Fluss als Rio dos Vaqueiros („Fluss der Kuhherden“) bekannt war.
Nach Einschätzung des Historikers George McCall Theal sei es der VOC-Militär Hieronymus Cruse gewesen, welcher im Jahre 1667 oder 1668 nach einer Schiffsexpedition bis zur Mossel Bay auf dem Landwege wieder nach Kapstadt zurückkehrte und den heutigen Namen prägte. Dazu musste er den Fluss an einer geeigneten Stelle überqueren. Cruse traf in der Region auf Angehörige des Khoisan-Stammes Gouriqua, nach denen er den Flusslauf benannt haben soll. Charles Pettman, ein Erforscher von Namensfragen in Südafrika, interpretierte den Flussnamen als Khoisan-Wort für „unrein“ oder „beschmutzt“ (englisch dirty).

## Nebenflüsse
Die nachfolgend aufgezählten Nebenflüsse bilden eine Auswahl für den Gewässerabschnitt, der nach aktueller Auffassung in Südafrika den Namen Gouritz River trägt. Die jeweilige Aufzählung erfolgt in Abflussrichtung.
- rechtsseitig: Groot River (Grootrivier), Valsrivier
- linksseitig: Langtou

## Wassernutzung
Für landwirtschaftliche Zwecke sind in der Kleinen Karoo hauptsächlich nur die Uferterrassen dieser periodisch durch die Regenzeit wasserführenden Flüsse geeignet. Die Täler sind mit Schotter und Sand gefüllt. Außerhalb der Regenzeit sind hier Resttümpel vorhanden, die einen bestimmten Grundwasserstand signalisieren.
Mit Gründung der Breede-Gouritz Catchment Management Agency im Juli 2005 auf Basis des National Water Act (Act 36 of 1998) wurde die Nutzung der in diesem Einzugsgebiet liegenden Wasserreserven durch eine administrative Zusammenlegung der vormaligen Breede WMA und Gouritz WMA neu geregelt und im Mai 2014 auf das Gebiet Overberg ausgedehnt. Die Agentur hat die Aufgaben einer regionalen Wasserbehörde übertragen bekommen, die erforderliche Planung der Wasserressourcen vorzunehmen und ihre Nutzung zu kontrollieren. Zwei Verwaltungsstandorte werden in Worcester (Sitz der Direktion) und in George unterhalten.

## Brücken und Verkehrswege
Für die Regionalstraße R327 wurde nordwestlich von Herbertsdale und wenige Kilometer unterhalb der Mündung des Groot River eine Brücke über den Fluss errichtet.

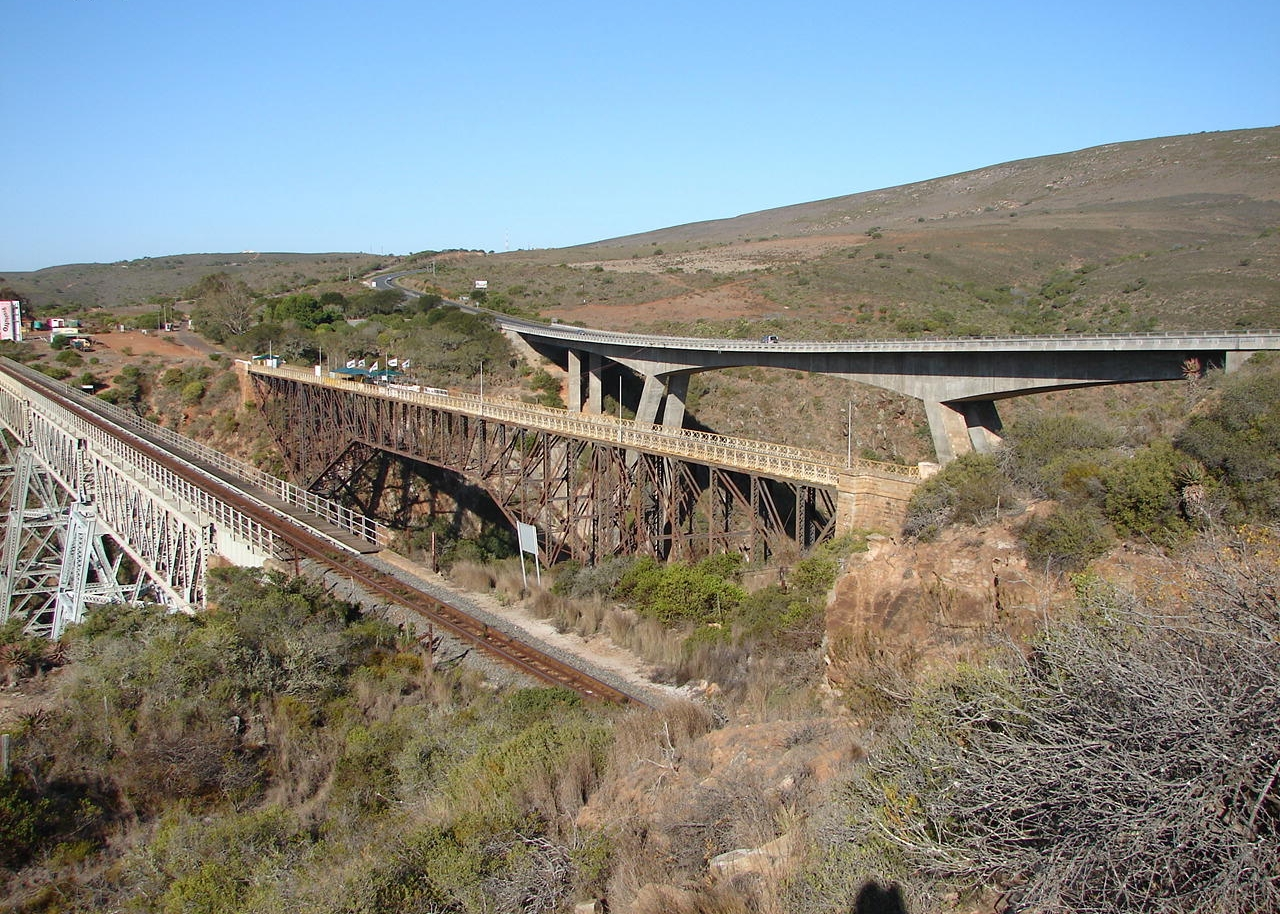
Brücken zur Überwindung der Schlucht, Abflussrichtung von links nach rechts im Bild

Westlich der Stadt Mossel Bay queren die von Kapstadt über Worcester kommende Eisenbahnstrecke (Bahnstrecke Worcester–Voorbaai) sowie die Nationalstraße N2 über einer Schlucht den Gouritz River. Dafür überspannen zwei in Nutzung befindliche Brücken den Flusslauf. Zwischen beiden Brückenbauten befindet sich eine weitere, alte und für den fahrenden Verkehr nicht mehr nutzbare Brücke, die hier das früheste Bauwerk bildet. Die Straßenbrücke ist ein Stahlbetonbauwerk aus dem Jahre 1978 mit zwei schräg angeordneten Doppelpfeilern und drei flach gewölbten Bogensegmenten.
Flussabwärts in Richtung seiner Mündung überquert eine Brücke den Flusslauf, die dem regionalen Verkehr zwischen kleinen Ortschaften in Küstennähe dient.